# Tomorrow, When the War Began
Tomorrow, When the War Began é um romance dos gêneros ação e aventura e o primeiro da série Amanhã, do autor australiano John Marsden.
Publicado originalmente na Austrália em 1993, conta a história de um grupo de 7 jovens durante uma hipotética invasão na Austrália, seu país, por uma potência não mencionada.

## Personagens
- Ellie Linton: Protagonista e narradora, a líder do grupo.
- Corrie Mackenzie: Melhor amiga de Ellie e namorada do Kevin Holmes.
- Homer Yannos: Vizinho e amigo íntimo de Ellie. Geralmente comanda os ataques.
- Fiona Maxweel: Conhecida como Fi no grupo, sempre acompanha Ellie nos ataques. Tem um pequeno romance com Homer.
- Lee: Um dos mais inteligentes do grupo, trabalhava no restaurante da familia antes da guerra. Tem um pequeno romance com Ellie.
- Robyn Mathers: Mais nova e religiosa do grupo. É muito forte emocionalmente.
- Kevin Holmes: Namorado da Corrie Mackenzie. Já passou por muitos apuros.
- Chris Lang: Pode ser considerado um malandro, pois fuma, bebe e escreve poemas, geralmente escritos nos livros.